# Cortelazor
Cortelazor er en by og kommune i det sydvestlige Spanien i provinsen Huelva. Den har et indbyggertal på 312 (2024) indbyggere.